# Comus, Aude

Comus este o comună în departamentul Aude din sudul Franței. În 1 ianuarie 2022 avea o populație de 33 de locuitori.